# Rio da Fumaça
Rio da Fumaça är ett vattendrag i Brasilien.   Det ligger i delstaten Espírito Santo, i den sydöstra delen av landet, 900 km sydost om huvudstaden Brasília.
Omgivningen kring Rio da Fumaça är huvudsakligen savann. Området är ganska glesbefolkat, med 25 invånare per kvadratkilometer.